# نیروگاه هسته‌ای کائورسو
نیروگاه هسته‌ای کائورسو (به ایتالیایی: Centrale elettronucleare Caorso) (ایتالیا، استان پیاچنزا در منطقه امیلیا-رومانیا در شهر کارسو، تأسیس ۱۹۷۰)، یکی از نیروگاه‌های کشور ایتالیا و بزرگترین نیروگاه هسته‌ای این کشور با ظرفیت تولید ۸۶۰ مگاوات از نوع رآکتور آب جوشان است. سوخت این نیروگاه اورانیوم با غنای کم است که سردکننده رآکتور از نوع آب‌سبک است.
این نیروگاه به مراتب مدرن‌ترین و از لحاظ ظرفیت بزرگترین نیروگاه هسته‌ای ایتالیا است.

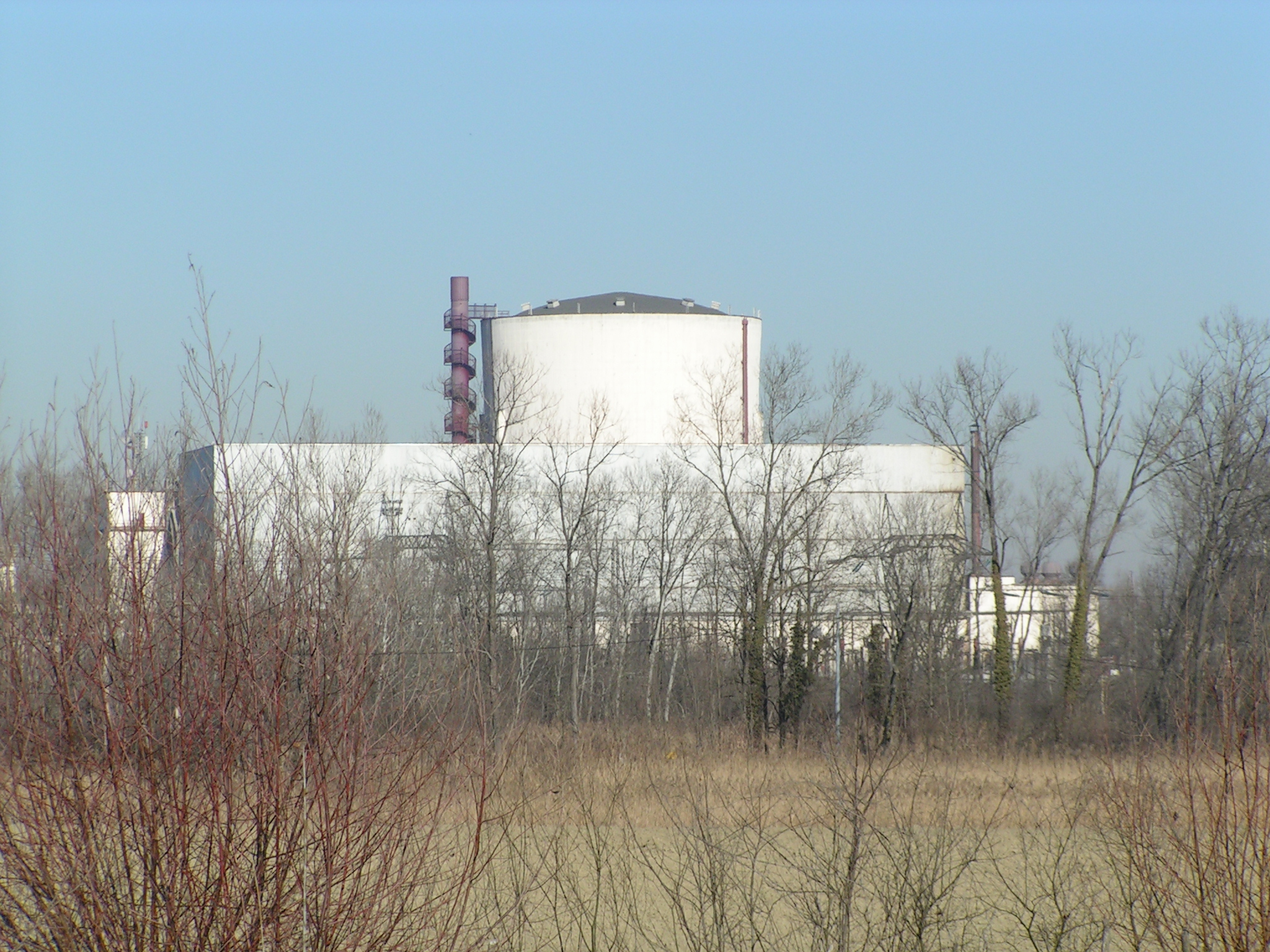
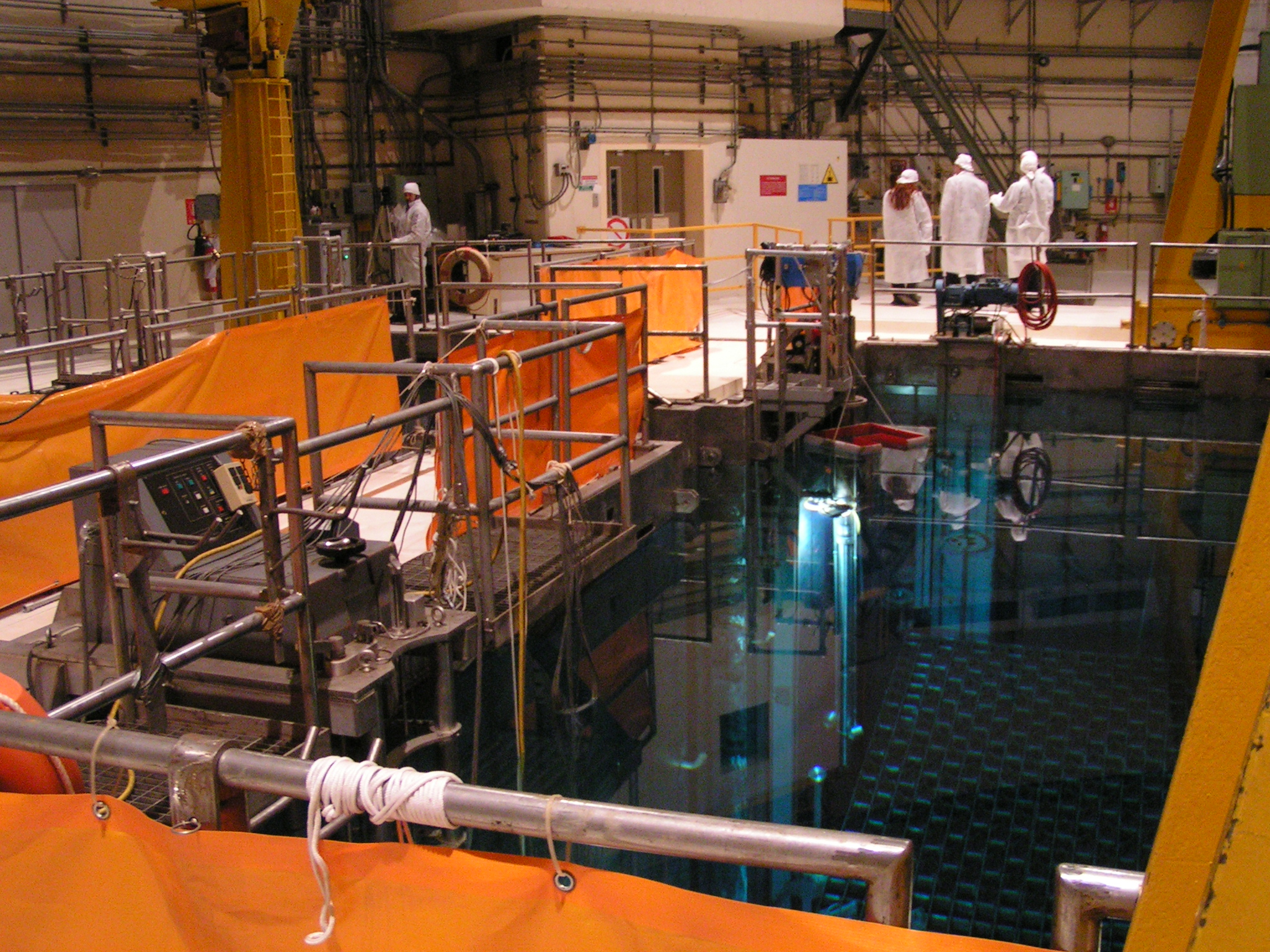
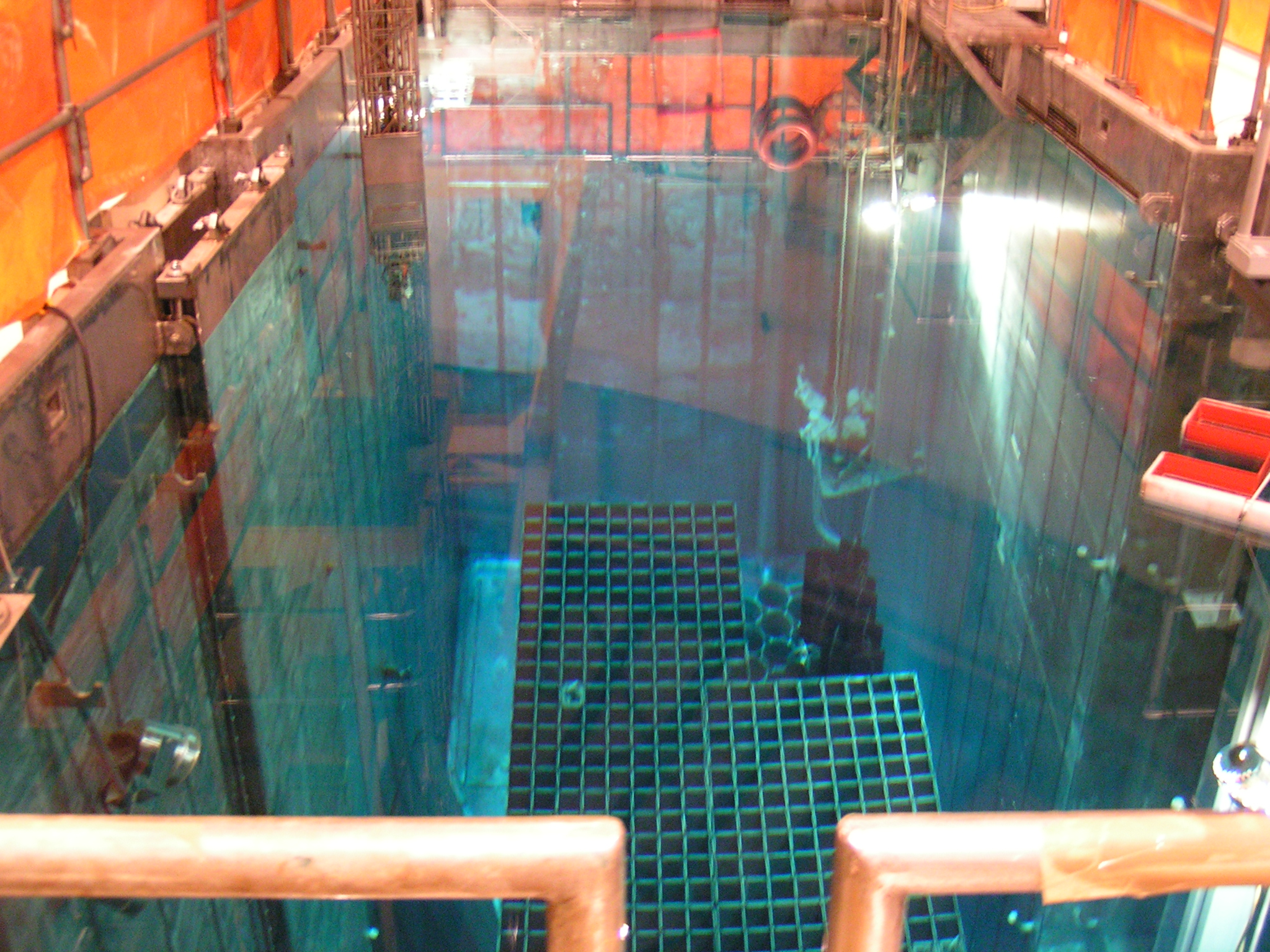
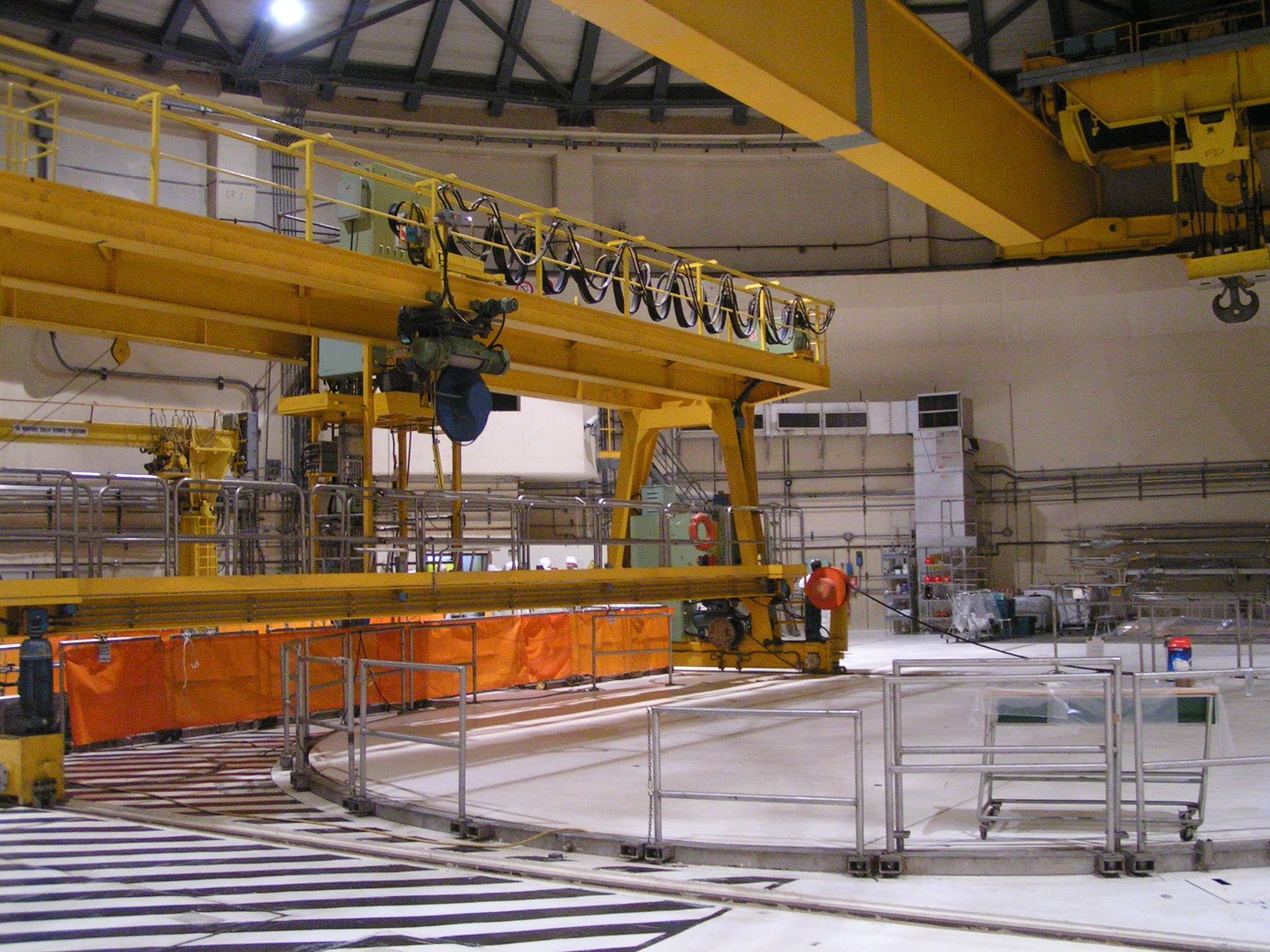

تصاویر نیروگاه اتمی کائورسو